# Lomaptera girouxi
Lomaptera girouxi är en skalbaggsart som beskrevs av Le Thuaut 2005. Lomaptera girouxi ingår i släktet Lomaptera och familjen Cetoniidae. Inga underarter finns listade i Catalogue of Life.